# Neptune’s Staircase

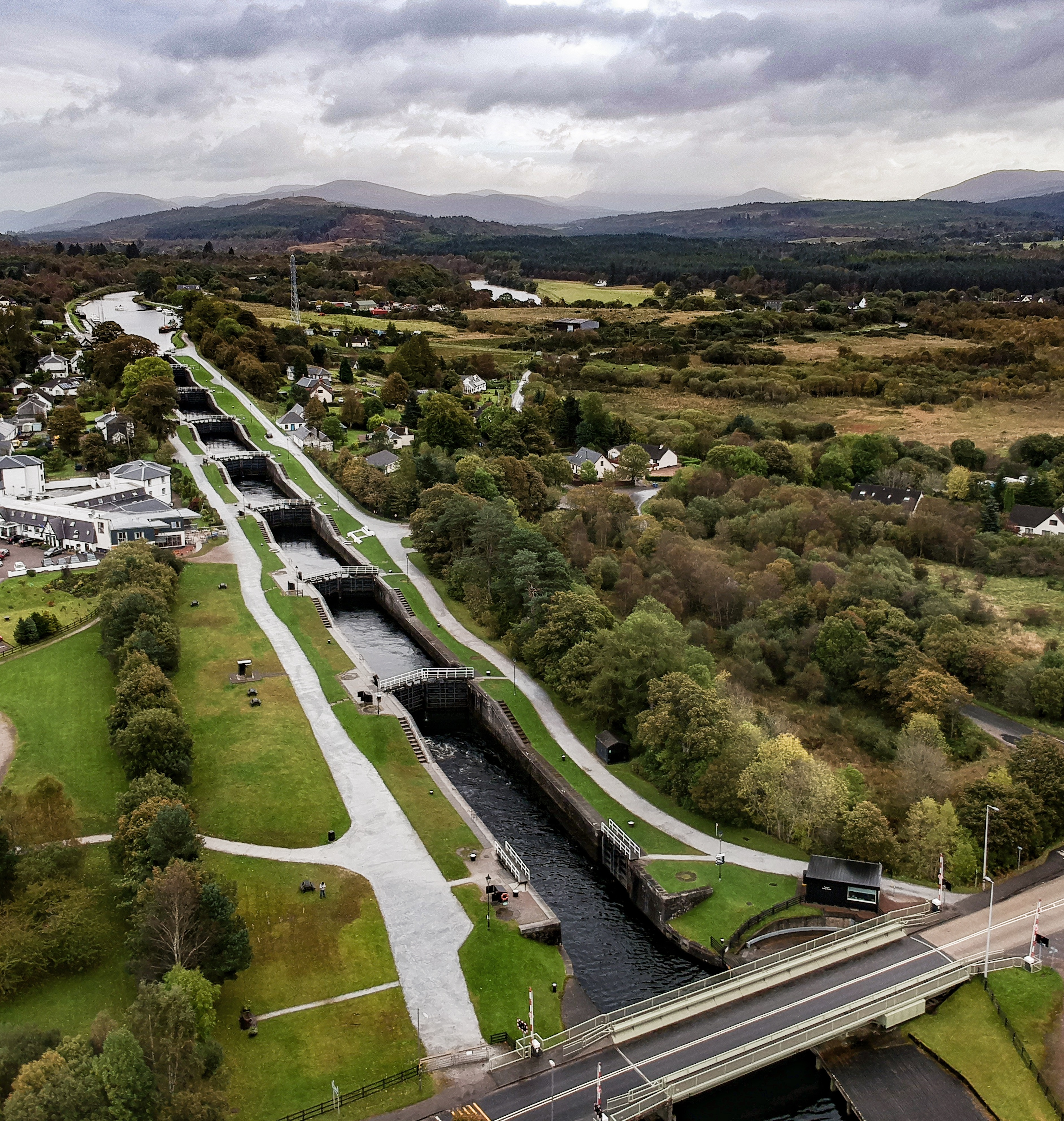
Neptune’s Staircase

Neptune’s Staircase (Neptuns Treppenaufgang) ist die volkstümliche Bezeichnung einer Schleusenanlage im Kaledonischen Kanal in Schottland.
Die Koppelschleuse besteht aus acht Schleusenkammern und ist die längste Schleusentreppe Großbritanniens. Der gesamte Hub in den acht Schleusen beträgt nur 64 Fuß (ca. 20 Meter), da die Schleusentore bei der Anlage des Kanals im 19. Jahrhundert noch per Hand bewegt werden mussten. Heute sind die Tore hydraulisch angetrieben und man würde mit einer Vierer-Koppelschleuse auskommen.
Ein Schiff benötigt etwa 90 Minuten, um die acht Schleusenkammern von Neptune’s Staircase zu passieren. Die Schleuse gehört zu den größten des Vereinigten Königreichs und wird von British Waterways kontrolliert.
Das Bauwerk stammt vom schottischen Ingenieur Thomas Telford.

## Lage
Neptune’s Staircase liegt im Dorf Banavie, wenige Kilometer entfernt von Fort William. Die Bahnlinie West Highland Line von Fort William nach Mallaig quert den Kanal an der Schleusenanlage. Der Bahnhof von Banavie liegt neben der Schleuse. Unmittelbar neben der Bahnlinie verläuft die Fernverkehrsstraße Road to the Isles (A380).

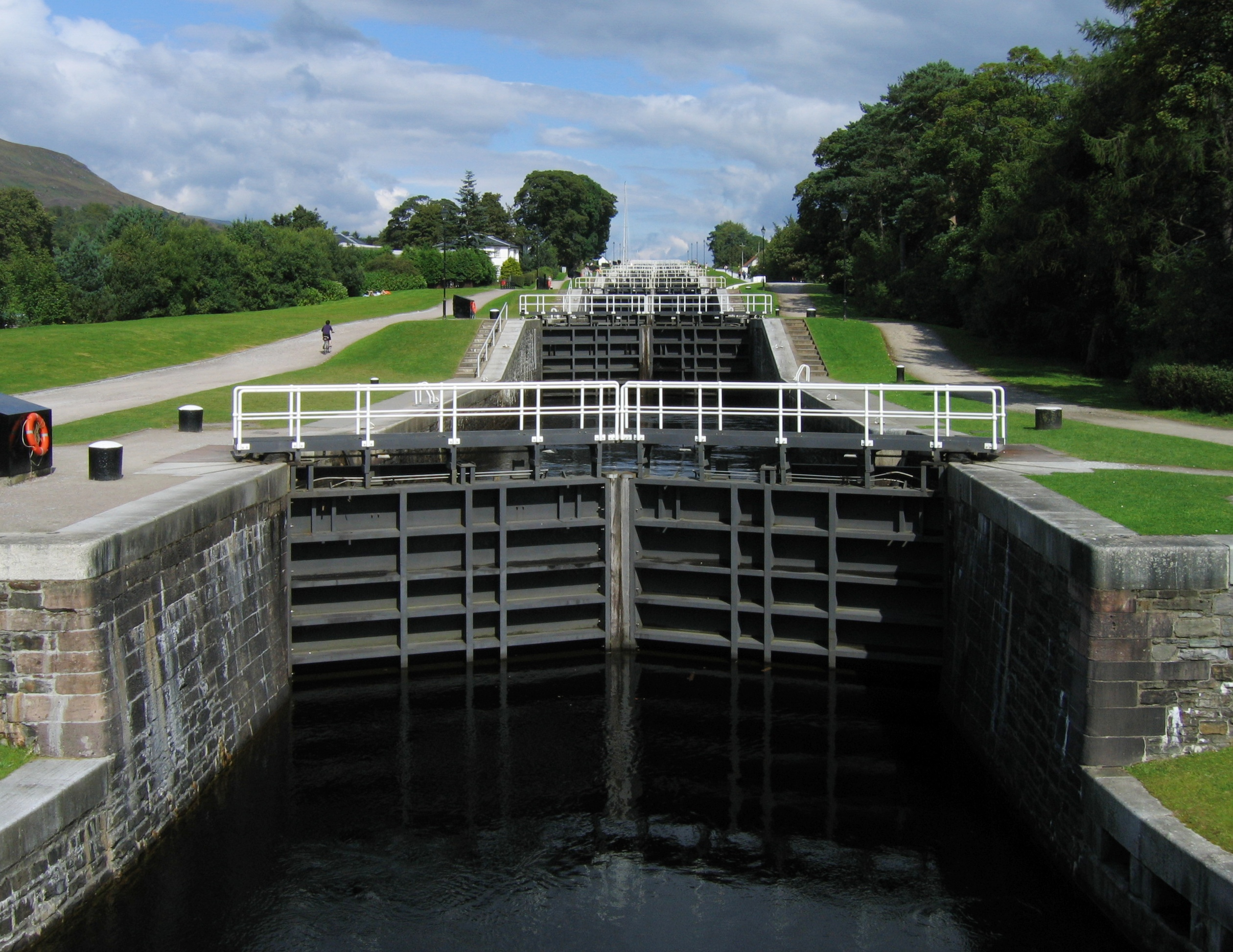
Schleusentreppe von unten

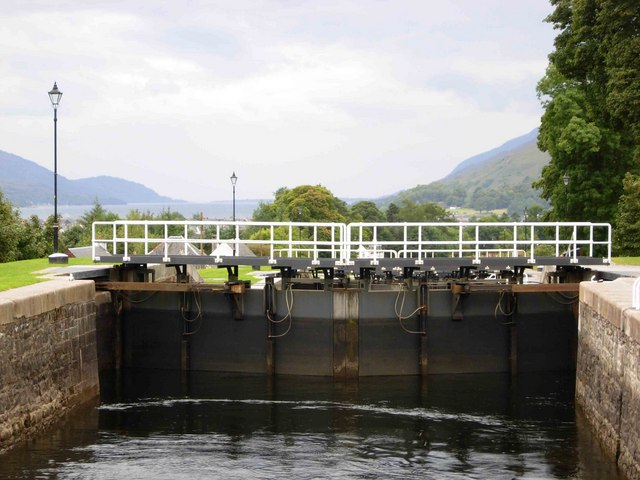
Erste Schleuse